# 베를린 (드라마)
《베를린》(Berlin)은 넷플릭스에서 2023년 12월부터 방영된 스페인의 범죄, 액션 드라마이다. 드라마 《종이의 집》의 캐릭터 베를린을 주인공으로 한 스핀오프 작품이며, 《종이의 집》 배경 시기 이전 베를린의 전성기 시절을 다룬다. 원작에 이어 배우 페드로 알론소가 주인공 베를린 역을 맡았다.